# 함복궁
함복궁(咸福宮)은 자금성 내정 서6궁 중 하나로, 서6궁 서북쪽 모퉁이에 위치하고 있다.

## 역사
함복궁은 자금성 내정 서6궁 중 하나이다. 명 영락 18년 (1420년)에 건립되어 처음에는 '수안궁(寿安宫)'으로 불렸다. 명 가정 14년 (1535년)에 '함복궁(咸福宫)'으로 바뀌었다. 청 강희 22년 (1683년)에 중수하였고, 광서 23년 (1897년)에 수리하였다.
함복궁은 후궁들이 머물렀고, 전전(前殿)에는 문안을 받는 곳, 후전(後殿)은 침전이었다. 건륭 연간에 황제가 가끔 기거하는 곳으로 바뀌었다. 가경 4년 1월 (1799년)에 건륭제가 붕어하였고, 가경제는 함복궁에 기거하면서 효를 지키며 침상 없이 백방(白褥) · 등요(燈褥)만 깔고 함복궁(咸福宮)을 이엉으로 삼았다. 함복궁에 10개월간 머물면서 가경제는 이곳에서 정무를 주재하고, 군기대신을 만나 '일일만기 함희공유작(一日万机，咸熙功有作); 군려백성(群黎百姓), 복석덕무강(福锡德无疆)'이라는 대련을 썼고, "함복(咸福)"이라는 두 글자도 박혀있다. 가경제의 친정은 이렇게 함복궁에서 시작하였다. 그해 10월 가경제가 양심전으로 이주했다. 가경제 승하 후, 도광제는 함복궁 '침방석베개'에서 부황을 지켰고, 《함복궁에 처음 거처하여 슬픔을 술회한다(初居咸福宫述悲)》라는 시를 지었다. 이후, 함복궁은 한때 성비(成妃)의 거처였고, 도광제임귀인 · 성귀비(成貴妃) · 동귀비(彤貴妃) · 상비(常妃) 등이 함복궁에 거처했다.
도광 30년 (1850년) 함풍제는 함복궁에 머물며 도광제를 효도했다. 수효 기간이 끝난 후에도 그는 늘 함복궁에 머물며 조상이 지킨 기업과 뜻을 묵상하였다. 이를 위해 함풍제는 함복궁 후전을 '동도당(同道堂)'이라고 명명했다. 함풍 3년, 이신의 어머니 강자황귀태비(도광제의 정귀비)는 함복궁에 잠시 있었다. 함풍 5~6년 사이에 함풍제의 의빈 나라씨(훗날의 서태후)와 같은 도당에서 살았다. 함풍 6년, 의빈은 이때 함풍제의 첫째 아들을 낳았는데, 유일하게 성년이 된 아들 재순(훗날의 동치제(同治帝)이다. 아들을 낳자 의빈은 곧 귀비가 되어 저수궁으로 이주했다. 함풍제는 의빈에게 양방인장을 주었는데, 그중 하나가 바로 동도당지인(同道堂之印)이다. 이 도장은 동치 연간 서태후가 가장 애용하는 도장이었다. 현재의 동도당에는 함풍제 시기의 원상이 남아있다.
함복궁 정전(正殿) 앞 처마에는 '함복궁'이라는 가파른 현판이 걸려 있다. 건륭 6년(1741년), 건륭제는 영수궁의 가파른 현판 모양으로 11면 현판을 만들어 직접 써서 동6궁, 서6궁은 영수궁을 제외한 11궁의 정전(正殿)에 각각 걸게 하였다. 건륭제가 다시 명령을 내려 "자계한 후 천만 년이 된다함부로 움직이지 말 것, 즉 비빈이 다른 궁으로 옮겨가거나 바꾸지도 말 것"이라고 말했다.
청 건륭제 연간, 건륭제는 화공들에게 명하여, 중국 고대 후비의 미덕을 본떠 궁훈도(宮訓圖) 12점을 그리게 하였고, 설날에 동6궁, 서6궁에 각각 매달아 경양궁의 학시당에 보관했다. (양길재총록 참조.) 한 폭의 그림마다 4언 12구를 더하여, 후비가 영원히 본받을 것을 명하였다. 《청궁사(清宫词)》는 "瑶星坤极霭祥光, 宫训图成十二章. 岁岁春朝重展现, 云缣深护学诗堂."고 말했다.
12폭의 궁훈도(宮訓圖)와 그에 따른 여성의 미덕은 다음과 같다.
1. 경인궁 《연희몽란도(燕姞梦兰图)》 (원경(愿景)
2. 승건궁 《서비직간도(徐妃直谏图)》 (충직(忠直)
3. 종수궁 《허후봉안도(許后奉案图)》 (존로(尊老)
4. 연희궁 《조후중농도(曹后重农图)》 (근면勤劳)
5. 영화궁 《번희간렵도(樊姬谏猎图)》 (권간(劝谏)
6. 경양궁 《마후연의도(马后练衣图)》 (검소함(节俭)
7. 영수궁 《반희사련도(班姬辞辇图)》 (지례(知礼)
8. 익곤궁 《소용평시도(昭容评诗图)》 (독서(读书)
9. 저수궁 《서릉교잠도(西陵教蚕图)》 (혁신(创新)
10. 계상궁 《강후탈잠도(姜后脱簪图)》 (상부(相夫)
11. 장춘궁 《태사계자도(太姒诲子图)》 (교자(教子)
12. 함복궁 《첩여당웅도(婕妤当熊图)》 (용기(勇敢)

이 밖에 건륭제는 '궁훈시(宮訓詩)'를 어찬해 대학사 장조(張照) · 양시정(梁詩正) · 왕유돈(汪由敦)에게 명해 각각 쓰게했다. 건륭제의 요구에 근거하여 《궁훈도》는 결국 매년 섣달 26일에 동서6궁에서 장괘춘련과 문신에 걸리게 되었다. 이와 함께 장괘, 정전 동벽에는 《궁훈시》를, 서벽에는 《궁훈도》를 걸어놓고 이듬해 2월 2일까지 신들의 날을 맞아 각 궁 《궁훈도》를 경양궁 뒤 학시당에 보관하였다. 《국조궁사속편》에는 함복궁 정전의 "동벽현왕유돈경서 《성제제위당웅찬》, 서벽에 《제위당웅도》가 실려 있다.
함복궁은 중화민국 시기, 고궁박물관 건륭어상물진열실로 사용되었다. 2005년, 오랫동안 문화재 창고로 사용되던 함복궁이 일반인에게 개방이 됨과 동시에 '자희수렴청정사료전'을 열고 궁중 생활의 모습 그대로 진열하였다. 함복궁의 일반공개는 고궁인 서6궁 모두 일반공개되었다는 것을 의미한다. 그러나, 2010년, 함복궁은 다시 일반공개에서 비공개로 전환되었다.

## 함복궁의 주요 건축물
함복궁은 이정원으로 되어있다. 주요 건축물은 다음과 같다.

### 함복문(咸福門)
함복궁의 정문으로 유리문으로 되어있다. 문 안에 네 개의 나무 병문 그림자가 있다.

### 함복궁(咸福宮)
함복궁의 정전. 처마 밑에 '함복궁(咸福宮)'이라는 가파른 현판을 내걸었다. 면적은 3칸이고, 황색유리기와우무전 꼭대기는 서6궁보다 높은 다른 5궁을 만들어 동6궁과 마주보고 자리잡은 경양궁의 형상과 같은 형태를 하고 있다. 앞처마 명간에는 장지문이 설치되어 있고, 다른 각 칸에는 장지창, 실내 우물 어귀에는 천화가 설치되어 있다. 뒷처마에는 장지문만 있고, 각 칸은 처마담으로 되어있다. 전내 동벽에는 건륭제 제작 《성제제위당웅찬》, 서벽에는 《제위당웅도》가 걸려 있다. 산담 양 옆에는 울타리가 쳐져있고, 담의 작은 문을 따라 뒷마당으로 통한다. 함복궁 명간 안 북쪽 위쪽에 '내직흠승(內職欽承)'이라는 현판이 걸려있다. (건륭제 제작) 명간 한가운데의 낮은 지평 위에는 자단산수(紫丹山水)의 보좌병풍이 배치되어 있는데, 보좌 양옆에는 고향기(高香基)가 있고, 향탁 위에는 청옥태평상(靑玉太平像)이 있고, 그 앞에는 견사법랑탄로가 있다. 동·서쪽 담벼락에는 자단조운룡정상자의 큰 궤짝, 자단조룡틀 몇 안, 자단대삽병거울이 차례로 배치되어 있고, 동서벽에는 괘판이 걸려 있다. 이 중 자단가에는 자단감동나한도 삽병, 청화병 등이 놓여 있다.

#### 동 · 서배전 (東 · 西配殿)
정전 앞에 동 · 서배전이 각각 면적 3칸이고, 경산 꼭대기에는 각각 사랑방이 있다.

### 동도당(同道堂)
후원의 정전. 명 영락 18년 (1420년), 함복궁과 같은 시기에 건립되었다. 청나라는 명나라의 옛 제도를 답습하여, 동도당(同道堂)이라고 이름을 고쳤다. 면적은 5칸, 황유리기와시산정상이며, 처마 밑에는 단앙삼답 공포가, 양방에는 용봉과 새채화가 그려져 있다. 앞처마 명간에는 장지문, 커튼이 설치되어 있고, 동차간, 서차간에는 난간, 벗긴 창을 두고 뒷처마 벽에는 창을 열지 않는다. 실내 앞뒤로 처마끝 사이사이에 플로피 덮개를 두었으며, 커버 안에는 구들장을 깔고 바닥에는 벽돌을 깔고 천장에는 흰 참빗으로 종이를 붙였다. 동서에는 각각 세 칸씩의 사랑방이 있고, 두루마리는 단단한 산꼭대기이며, 사랑채 앞에는 작은 뜰이 있다. 동도당 앞 계단 양쪽에는 향로, 신수 등을 배치할 수 있는 한백옥석대좌가 각각 2개씩 놓여 있다. 주가진이 쓴 《함복궁의 사용(咸福宫的使用)》이라는 글에서 《국조궁사속편(国朝宫史续编)》 권55를 인용, "함복궁 후전에 고종 순황제의 어필 현판을 공상(公上)하여  '자덕함가(資德艦嘉)'라고 하였다. 동실 높이 걸려있는 고종 순황제의 어필 현판을 "금덕이(琴德簃)"라 한다. 서실 높이 걸려있는 고종 순황제의 어필 현판을 '화선실(畵禪室)'이라고 한다"고 말했다. 이에 따라 동도당은 청나라 건륭제 때, 함복궁의 후전(後殿)으로 한때 임금이 가끔 거처하던 곳으로 추정된다. 건륭제 때 동도당 명간 북쪽 위쪽 정중앙에 '자덕함가(資德艦嘉)' 현판(건륭제 제작), 동도당 동실에 '금덕이(琴德簃)' 현판(건륭제 제작), 동실에 고금이, 서실에 '화선실(畵禪室)' 현판(건륭제 제작), 실내에 왕유(王維) '설계도(雪溪圖)', 미원휘(米元輝)의 '소상백운도(潇湘白云图)' 등이 동기창 화선실(畵禪室)의 옛 소장이라 해서 붙여진 이름이다. 함풍 때 동도당의 현판을 교체하고 앞 처마 밑에 동도당(同道堂)이라는 가파른 현판(함풍제 제작)을 달았다. 함풍 18넌 (1860년) 8월, 기거주의 기사 "함복궁의 후전에 올라가 진지를 전한다', '원명원(圓明園)', '계란행목란(啓蘭行木蘭)' 등의 말이 실려 있다.함풍제는 영불 연합군이 베이징을 점령하기 직전 동도당에서 식사를 대접하고 피서산장으로 가기로 했다. 청나라 말기에는 동도당이 가죽의고(皮衣庫)로 사용되기도 했다. 지금은 궁중 생활을 위한 원형이 진열되어 있다.

#### 동도당 서초간(西梢間)
서초간 배치와 동초간의 배치는 동일하며, '남쪽 구들북상'의 구조로 되어 있다. 남쪽의 창가 앞쪽 온돌에는 온돌·온돌 탁자를 설치하고, 그 위에 슬라이드·시계·관걸이 등의 소품을 진열하였다. 서쪽 벽면에는 자단평두안(紫丹平頭案)이 놓여 있는데, 그 위에는 상감자삽병과 천구병, 좌우에는 자단감자 팔걸이의자 한 쌍, 벽에는 자개테두리를 걸어놓고 어필을 걸어놓고 북쪽의 장판 안에는 고정된 장판이 놓여 있다. 서벽 중앙에는 어필(御筆)이 걸려 있는데, 양쪽 대련은 '居中攬外襟懷暢，擊轂摩肩職植殷'고 되어 있다.

#### 동도당 서차간(西次間)
서차간(西次間) 남쪽에는 일림창(一林倉)의 전초구들이 있는데, 구들 한가운데에 장판이 있고, 양쪽에 다보격(多寶格)과 구들이 있고, 문풍기(文風器)를 올려놓고 있으며, 창문에 벽병이 걸려 있다. 온돌과 마주보고 있는 북쪽 벽에는 어필(御筆) '보(寶)'자 원형 현판이 걸려 있고, 벽에 기대어 자단(紫丹)의 긴 네모난 탁자와 양쪽에 둥근 팔걸이 의자가 한 쌍 놓여 있다. 서차간은 서쪽 끝자락으로 둘 사이에 칸막이로 갈라져 있다.

#### 동도당 명간(明間)
명간(明間)의 북쪽 위 정가운데에 '양찬호의(揚燦壺儀)' 현판(咸板, 함풍제(咸豊帝)의 도장을 찍고 '함풍어필지보(艦豊御筆之寶)' 인(印)을 고쳐 달았다. 양쪽에는 '성세지방을 바라보며 침식을 즐긴다(盛世寰区仍望泽，端居宵旰早关怀)'는 대련이 있다. 구들에는 황룡좌요 은침을 두었고, 양 옆에는 온돌과 온돌 탁자를 두었으며, 위에는 문상을 차려 놓고 슬라이드 등을 설치하였다.

#### 동도당 동차간(東次間)
북벽에는 '역경수실(逆經守室)'이라는 현판(咸風帝, 일설로는 '역경추실(驛經室室)'이 있고, 그 아래에 자단평안(紫丹平頭案)을 두고 양옆으로는 조탁(條탁)을 두었으며, 그 위에 시계·자기·고금 등을 두었다. 동차간 정동의 문벽에는 해서로 '두보추흥팔수(杜寶秋興八首)' 현판(혁흔 친필)이 걸려 있고, 동차간 남창의 앞 구들에는 조기장판, 남목다보격(南木多寶格) 등이 진열되어 있다.

#### 동도당 동초간(東梢間)
동벽에 남색 글씨 '극경거(克敬居)' 현판(함풍제 제작. 오른쪽은 만문(滿文), 왼쪽은 한문(漢文), 석청전자(石青填字), 정중앙에 도장인 '함풍어필지보(咸豊御筆之寶)' 인(印)이 걸려 있다. 이 현판은 푸른 글씨로 수효시 전용이다. 이 현판 아래에는 건륭제감나전어필 한 쌍이 걸려 있다. 동초간 남쪽에는 장판, 장판 안에는 화목규식안(火木圭式案)과 좌요은침(坐褥隐枕), 규식안에는 겹사법랑연갑(掐丝珐琅砚匣), 필산(筆山)이 있고 북쪽에는 장판 안쪽에 고정된 장판이 있어 '북상남구들'은 청나라 왕궁에서 흔히 볼 수 있는 실내 장식이다. 동쪽 끝에 있는 문에는 '청허(淸虛)'라는 현판이 걸려 있고, 이 문에는 커튼이 쳐져 있다.

#### 동 · 서배전 (東 · 西配殿)
동도당 앞에 있는 동 · 서배전으로 면적은 3칸으로 함복궁, 동도당과 둘러 싸인 좁고 긴 정원이다.

#### 정정(井亭)
동도당 앞마당에 있는 남동쪽 구석의 정자.

## 함복궁에 기거한 후궁

### 명나라

#### 가정제
- 경빈 이씨 (중국어 원문에는 어떤 황제의 후궁인지 써있지 않음. 경빈 이씨는 2명이 있는데, 가정제와 만력제의 후궁으로, 만력제의 후궁은 효경태황태후로 알려져있으니, 가정제의 후궁인 경빈 이씨일 것이 높아보임.)

### 청나라

#### 건륭제
- 건륭제 본인 : 건륭 연간에 함복궁은 황제가 가끔 기거하는 곳으로 바뀌었다.

#### 가경제
- 가경제 본인 : 가경 4년 (1799년) 정월, 건륭제가 붕어하고, 가경제가 함복궁에 살며 효도를 다했다. 그해 10월, 가경제가 양심전으로 이주했다.

#### 도광제
- 도광제 본인 : 가경제가 붕어한 후, 도광제는 함복궁에 머물며 효도를 다했다.
- 임귀인 오아씨
- 성귀비 뉴호록씨
- 동귀비 서목록씨
- 상비 혁사리씨

#### 함풍제
- 함풍제 본인 : 도광 30년 (1850년), 도광제가 붕어하자, 함풍제가 함복궁에 살면서 도광제에게 효도했다. 그는 장례기간이 끝난 뒤에도 함복궁에 머물곤 했다.
- 강자황귀태비 : 도광제의 정귀비. 함풍 3년, 혁흔의 어머니인 강자황귀태비가 함복궁에 잠시 기거했다.
- 의빈 엽혁나랍씨 : 훗날의 서태후. 함풍 5년~6년 동안 함풍제의 의빈 나랍씨는 같은 도당에서 살았다. 함풍 6년, 의빈은 아들 재순(훗날의 동치제)를 낳자, 의빈은 귀비로 진봉되어 저수궁으로 이주했다.

## 같이 보기
- 자금성
- 서6궁
- 영수궁(永壽宮)
- 장춘궁(長春宮)
- 익곤궁(翊坤宮)

- 저수궁(儲秀宮)

- 태극전(太極殿, 계상궁(啓祥宮))